# Vargö (naturreservat)
Vargö är en bebodd ö som ligger i Göteborgs södra skärgård nära Styrsö i Göteborgs kommun i Västergötland. Vargö ingår i Styrsö socken, primärområdet Södra skärgården och stadsdelsnämndsområdet Västra Göteborg.

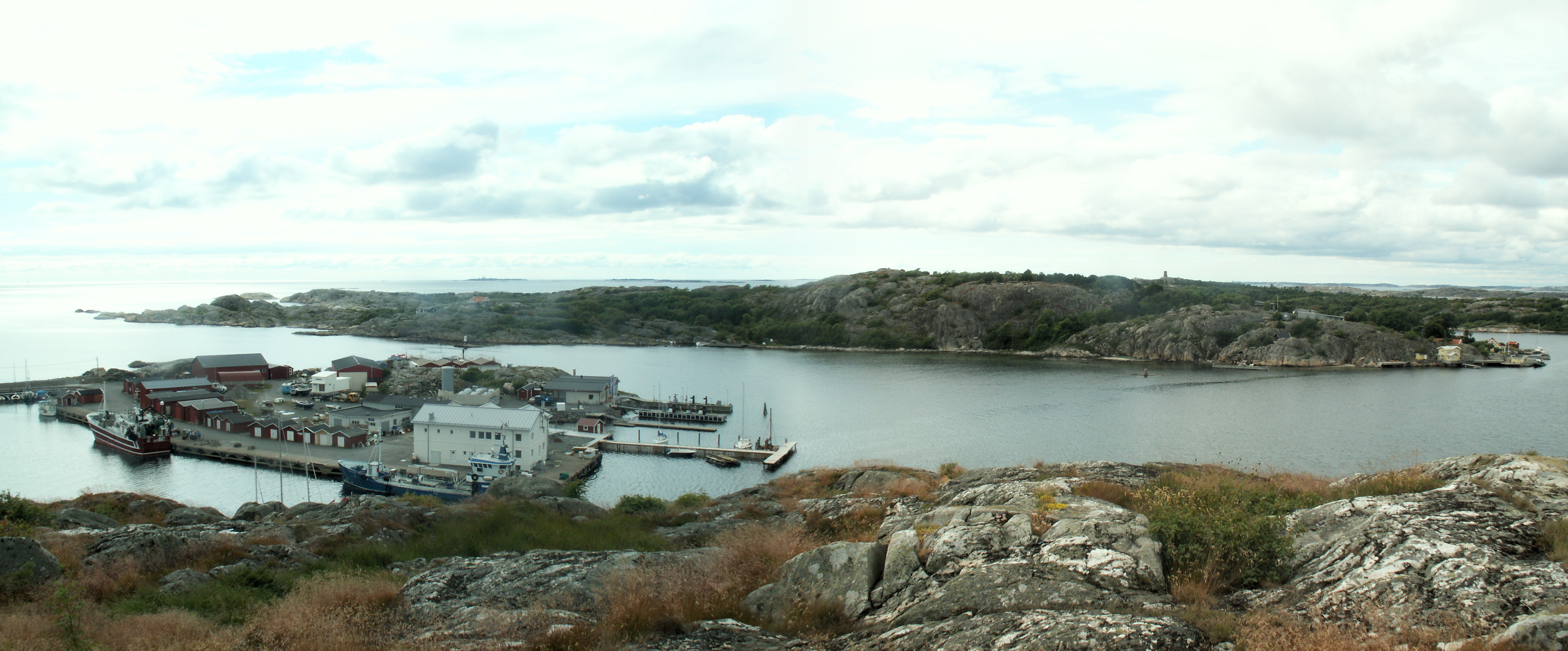
Vargö, vy från nordvästra Styrsö.

## Kommunikationer
Färja går från Saltholmens färjeterminal.

## Natur
Ön är naturreservat sedan 1986.